# 자웅이체
자웅이체(gonochorism)는 생물학에서 성별이 두 개뿐이고 각 개별 유기체가 남성 또는 여성인 성체계이다. 이 용어는 일반적으로 동물 종들에 적용되며 그 중 대다수가 자웅이체이다.
자웅이체는 자웅동체와 대조되지만 종이 자웅이체인지, 아니면 순차적 자웅동체인지는 구별하기 어려울 수 있다. (예: 앵무고기). 그러나 자웅이체 종에서 개개의 생물은 평생 동안 남성(수컷) 또는 여성(암컷)으로 남아 있다.

## 같이 보기
- 자웅동체